# Mind Cannibals
Mind Cannibals – ósmy studyjny album polskiej grupy heavymetalowej Kat. Wydawnictwo ukazało się 24 października 2005 roku nakładem Mystic Production, jest to również pierwsze wydawnictwo z nowym wokalistą Henrym Beckiem, który zastąpił wieloletniego frontmana grupy Romana Kostrzewskiego.

## Lista utworów
Opracowano na podstawie materiału źródłowego:.
1. „Mind Cannibals” – 4:16
2. „Light or Hell” – 5:03
3. „Judas Kiss (The Corrupted Empire)” – 6:08
4. „Uninvited Guest” – 6:27
5. „Religious Clash” – 4:43
6. „Dark Hole/The Habitat of Gods” – 7:27
7. „Coming Home” – 5:40
8. „Voodoo Time” – 4:08
9. „Puppets on the Strings” – 4:13
10. „I've Been Waiting” – 6:35

## Twórcy
Opracowano na podstawie materiału źródłowego.

- Henry Beck – śpiew
- Piotr Luczyk – gitara
- Krzysztof Oset – gitara basowa
- Mariusz Prętkiewicz – perkusja
- Jarek Gronowski – gitara
- Piotr „Mecenas” Witkowski – inżynieria dźwięku, miksowanie, mastering
- Don C. Tyler – mastering
- Jarek Gajdka – news media coverage
- Graal – okładka, oprawa graficzna